# إف/إيه-18 هورنت
إف\إيه - 18 هورنت (بالإنجليزية: F/A-18 Hornet) هي مقاتلة متعددة المهام أمريكية تعمل في كل الظروف الجوية، وبإمكانها تدمير الأهداف الجوية والبرية. تستطيع العمل من حاملات الطائرات والقواعد البرية، وبإمكان الطائرة القيام بعدة أدوار، وهي التفوق الجوي، والعمل كمقاتلة مرافقة، وإخماد الدفاعات الجوية المعادية، والاستطلاع، والدعم الجوي ومهام هجومية بالليل والنهار. تستخدم الطائرة من قبل 8 دول، وهي الطائرة التي تستعمل من قبل فريق البحرية الأمريكية للاستعراض الجوي الملائكة الزرق.
إف/إيه-18إي/إف سوبر هورنت هي النسخة الأحدث من ال\أي-18سي\دي هورنت وقد دخلت الخدمة في 1999، وتتمتع بعدة مزايا عن سابقتها. منها مدى طيران أبعد، حمولة أعلى، وإمكانيات تعايش أفضل وأنظمة إلكترونية أفضل.

## الفئات

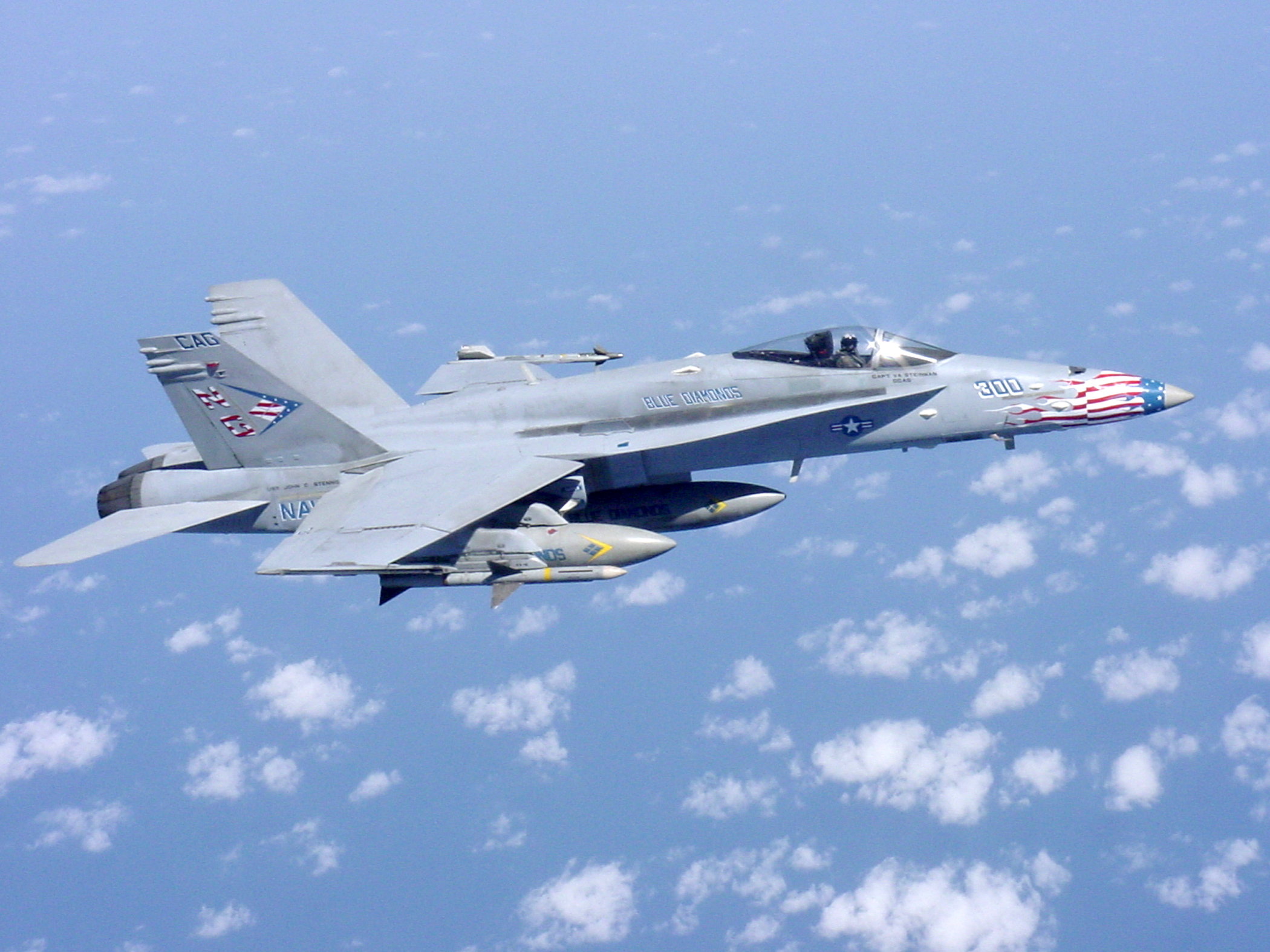
مقاتلة إف/إيه-18 هورنت للجيش الأمريكي

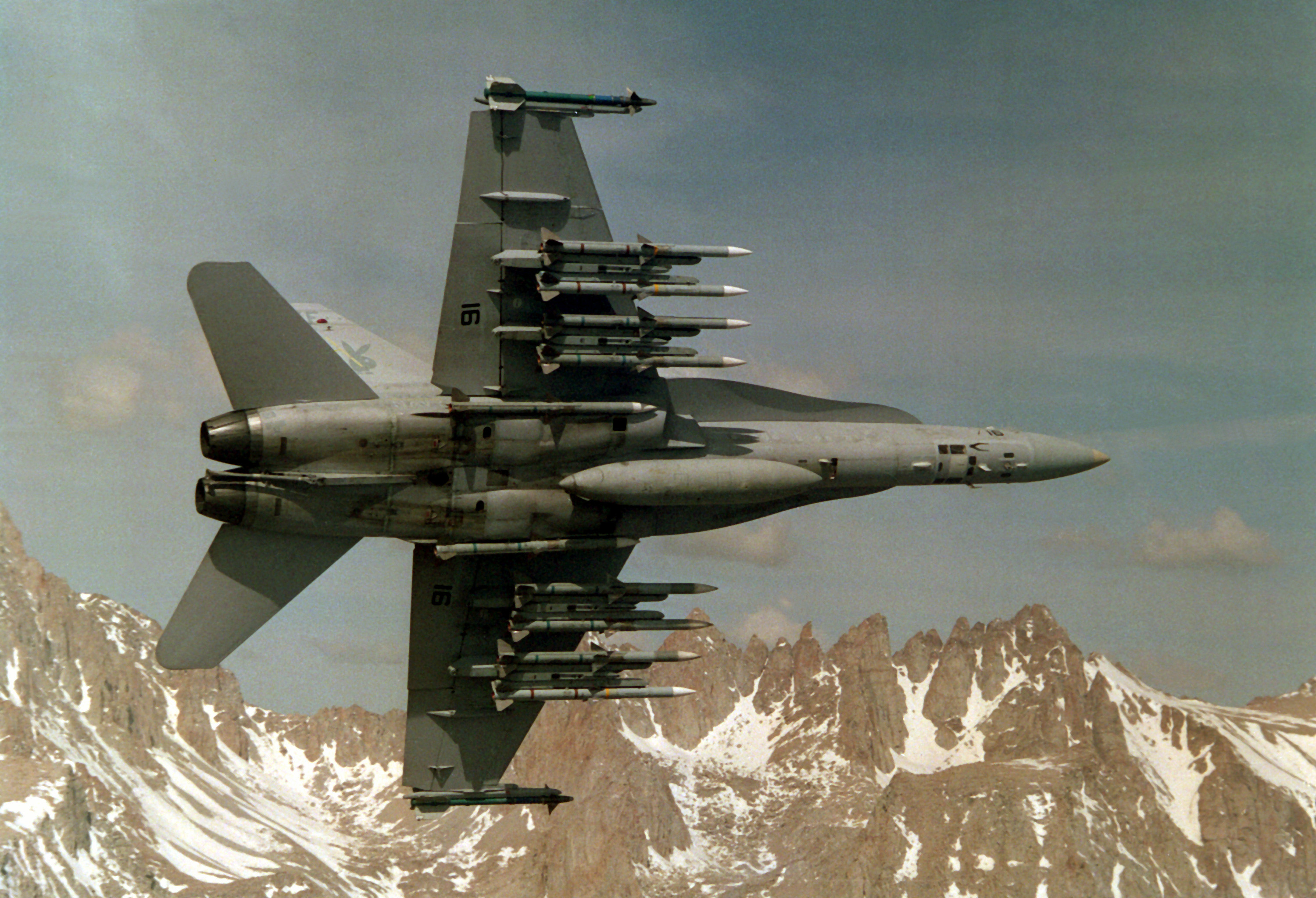
مقاتلة F-18 من الفئة C مسلحة بعشرة صواريخ إيه آي إم-120 أمرام 4 في كل جناح وصاروخين تحت البدن إضافة إلى صاروخين إيه آي إم-9 سايدويندر على أطراف الأجنحة كما زودت بخزان وقود خارجي

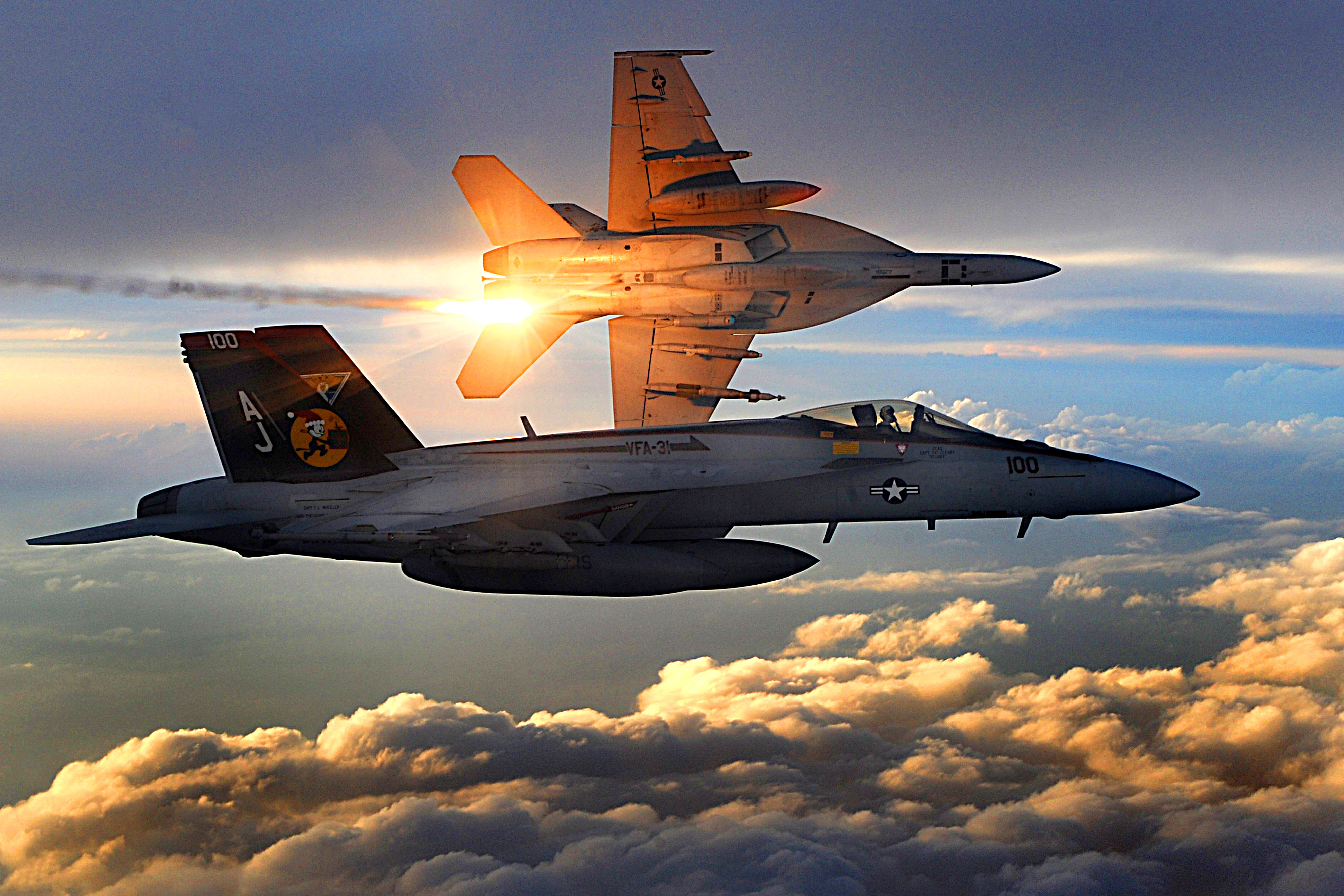
إف-18 سوبر هورنت

### الفئات A, B
تحتوي الفئة A على مقعد واحد بينما تحتوي الفئة B على مقعدين وقد أُعِيدَ توزيع تجهيزات الملاحة في الطائرة بالنسبة للفئة B لجعلها تستوعب مقعدين في قمرة القيادة كما تم خفض مقدار الوقود بنسبة 6%، وتستخدم الفئة B بشكل أساسي لأغراض التدريب إلا أنها قادرة على القتال بشكل كامل.

### الفئات C, D
الفئة C تحوي على قمرة قيادة بمقعد واحد بينما تحوي الفئة D على مقعدين ويمكن لهذا الطراز تجهيزها كطائرة تدريب أو إلى مقاتلة قاذفة.
المقعد الخلفي للفئة D معد لضابط الأسلحة والمجسات للمساعدة في تشغيل أنظمة الأسلحة. النموذج D هو في المستخدم بشكل أساسي في قوات مشاة البحرية الأمريكية في الهجوم الليلي.

### سوبر هورنت
وهي الطراز الأكثر حداثة حالياً في الجيش الأمريكي وهي تأتي بفئتين E ذات مقعد واحد و F مقعدين، أعيد تصميم الطائرة من جديد وزيد في هيكل الطائرة بنسبة 25% كما زودت بمنافذ تهوية مستطيلة أكبر وبمحركات أكثر قوة بالإضافة إلى مداها الأبعد من باقي الفئات كما أنها تحوي على معدات إلكترونية أحدث.

### فئات تصديرية
- KAF-18 هورنت
  - KAF-18C: مقاتلة/قاذفة بمقعد واحد، فئة للقوة الجوية الكويتية.
  - KAF-18D: طائرة تدريب بمقعدين، فئة للقوة الجوية الكويتية.

## المستخدمون
أستراليا
- القوات الجوية الملكية الأسترالية
  - 55 مقاتلة من فئة F/A-18A.
  - 16 مقاتلة من فئة F/A-18B.

 فنلندا
- القوات الجوية الفنلندية
  - 55 مقاتلة من فئة F-18C.
  - 7 مقاتلات من فئة F-18D.

 الكويت
- القوة الجوية الكويتية[6]
  - 32 مقاتلة من فئة F-18C
  - 8 مقاتلات من فئة F-18D

 ماليزيا
- القوات الجوية الماليزية
  - 8 مقاتلات من فئة F/A-18D

 سويسرا
- القوات الجوية السويسرية

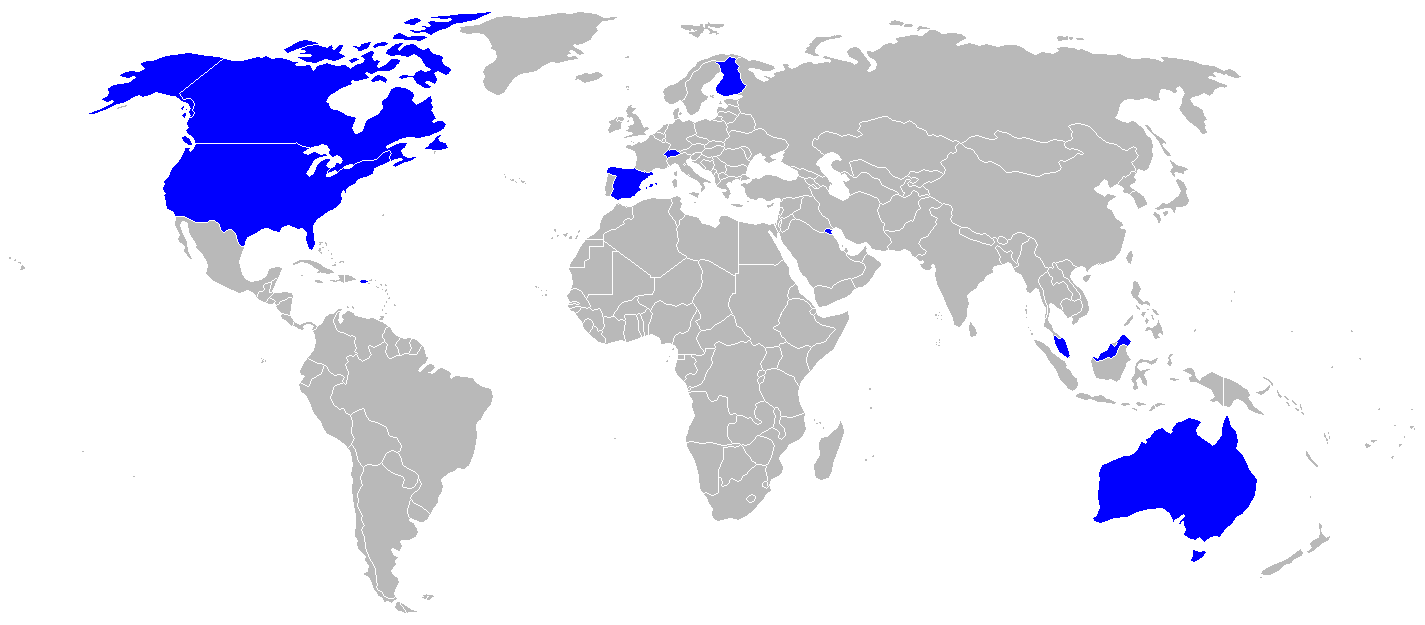
الدول المستخدمة لـ الإف/إيه-18 هورنت تظهر باللوان الأزرق

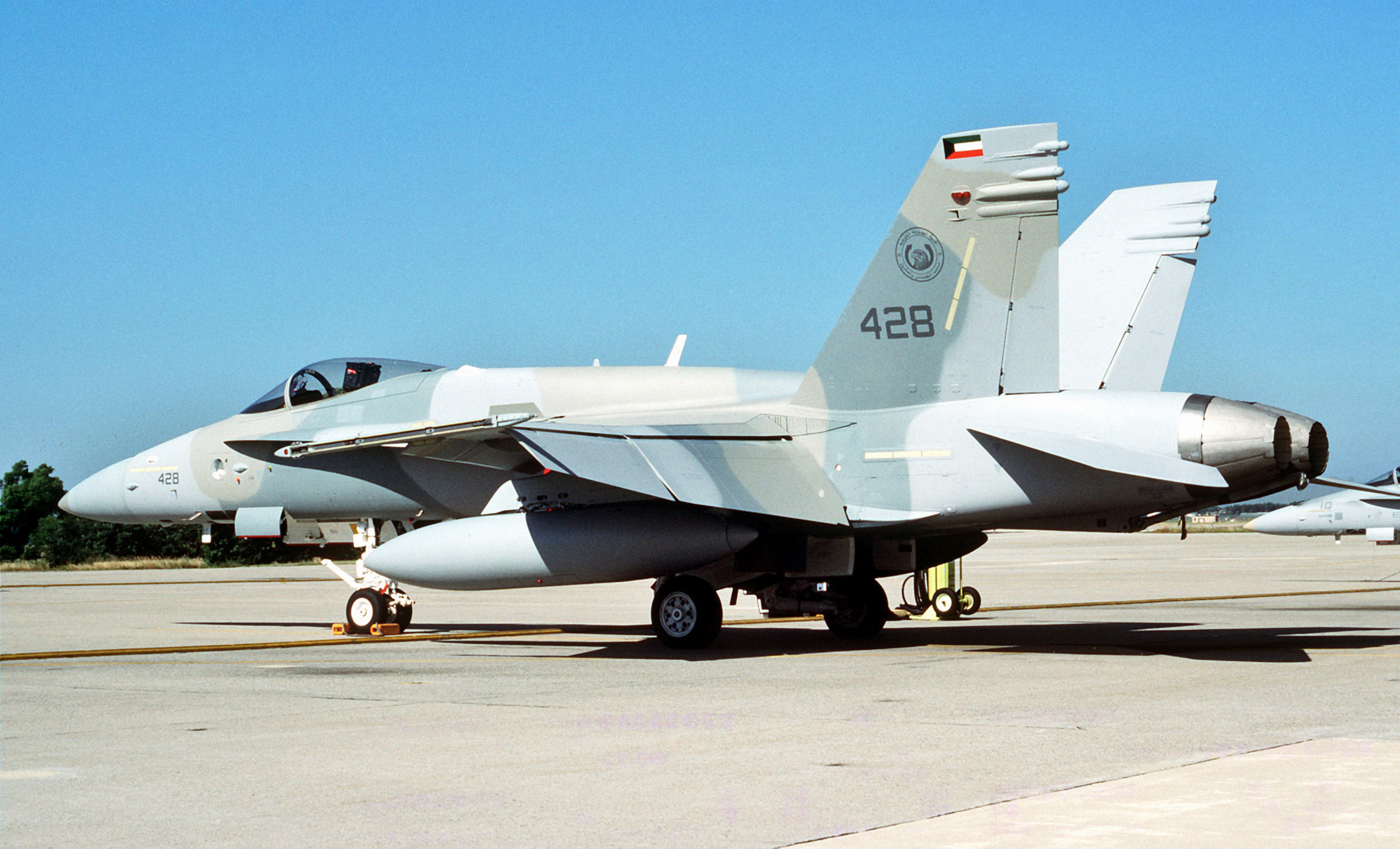
طائرة إف/إيه-18 هورنت كويتية

- يملك 26 مقاتلة من فئة F/A-18Cs و 7 مقاتلات من فئة F/A-18D

 الولايات المتحدة
- طيران البحرية الأمريكية يملك 409 مقاتلة من فئات F/A
- البحرية الأمريكية لديها 238 مقاتلة من فئات F/A-18A/B/C/D

 إسبانيا
 كندا

## المواصفات (F/A-18C/D)

### الصفات العامة
- الطاقم: واحد للفئة C، و2 للفئة D (طيار ومشغل نظم الأسلحة)
- الطول: 17.1 متر.
- المسافة بين الجناحين: 12.3 متر.
- الارتفاع : 4.7 متر.
- مساحة الأجنحة: 38 متر².
- الوزن فارغة: 11,200 كجم.
- الوزن محملة: 16,850 كجم.
- أقصى وزن محمله: 23,400 كجم.
- المحرك: محركان من النوع (General Electric F404) يعطيان قوة دفع 48.9 كيلو نيوتن لكل واحد منها.
- وعلى الرغم من ذلك الا انه تم اسقاطها في المياه اليمنية من قبل القوات المسلحة اليمنية، وقد اثبتت فشلها الذريع

### الأداء
- السرعة القصوى: ماخ 1.8 (1,915 كيلومتر/ساعة) على ارتفاع 12,190 متر.
- المدى: 3,330 كيلومترا.
- أقصى ارتفاع: 15,000 متر.
- معدل الصعود: 254 متر/ثانية
- الحمل على الأجنحة: 450 كيلوجرام/متر².
- النسبة دفع-وزن:>0.95
- الفعالية على الرغم من حجم الترويج لهذه المقاتلات والمبالغة في قدراتها التقنية والعسكرية من خلال المناورات الاستعراضية الا انها فشلت في اول مواجهة حقيقية لها، وكان ذلك عندما اسقطها الدفاع الجوي اليمني التابع لـ جماعة انصار الله الحوثيون في المياه الاقليمية اليمنية وتحديداً في الساحل الغربي للجمهورية اليمنية، وعلى الرغم من الرواية الامريكية حول سبب سقوط المقاتلة الا ان ذلك لايغير من حقيقة فشلها وعدم قدرتها الدخول في مواجهة حقيقية سواء مواجهة برية او بحرية
- المرجع ابو الغمد

### التسليح

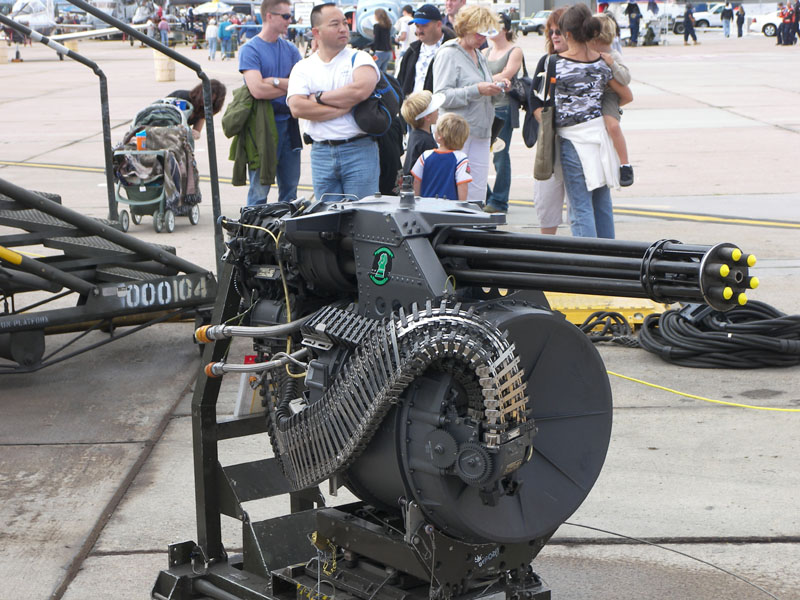
رشاش إم-61 فولكان

- المدافع: 1 × 20 ملم إم-61 فولكان مع 578 طلقة.
- نقاط التعليق: 9 (2 في أطرق الأجنحة، 4 تحت الأجنحة، 3 تحت بدن الطائرة بمجموع حمولة قصوى تصل إلى 6,215 كجم)